# Durham (Nova Hampshire)
Durham é uma cidade  localizada no estado americano de Nova Hampshire, no Condado de Strafford.

## Demografia
Segundo o censo americano de 2000, a sua população era de 12664 habitantes.

## Geografia
De acordo com o United States Census Bureau tem uma área de
64,1 km², dos quais 58,0 km² cobertos por terra e 6,1 km² cobertos por água.

## Localidades na vizinhança
O diagrama seguinte representa as localidades num raio de 16 km ao redor de Durham.